# Station Raduń
Station Raduń is een spoorwegstation in de Poolse plaats Raduń.